# Dušan Domović Bulut
Dušan Domović Bulut (Novi Sad, 13 de outubro de 1985) é um jogador sérvio de basquete profissional.
Ele conquistou a medalha de bronze nos Jogos Olímpicos de Verão de 2020 na disputa 3x3 masculino com a equipe da Sérvia, ao lado de Dejan Majstorović, Aleksandar Ratkov e Mihailo Vasić.